# Neelaps calonotus
Neelaps calonotus är en ormart som beskrevs av Duméril, Bibron ochDuméril 1854. Neelaps calonotus ingår i släktet Neelaps och familjen giftsnokar och underfamiljen havsormar. Inga underarter finns listade i Catalogue of Life.
Denna orm förekommer i västra Australien i en mindre region vid havet norr om Perth. Arten lever i sanddyner och i hedområden. De dominerande växtsläkten är Banksia och Eucalyptus. Neelaps calonotus har ett giftigt bett. Honor lägger ägg.
Beståndet hotas av landskapets omvandling till stadsmiljöer och av bränder. Populationen är fortfarande ganska stor i lämpliga regioner. IUCN kategoriserar arten globalt som nära hotad.